# Fornells de la Selva
Fornells de la Selva – gmina w Hiszpanii, w prowincji Girona, w Katalonii, o powierzchni 11,74 km². W 2011 roku gmina liczyła 2449 mieszkańców.